# 孙家疃街道
孙家疃镇，是中华人民共和国山東省威海市环翠区下辖的一个乡镇级行政单位。

## 行政区划
孙家疃镇下辖以下地区：
孙家疃社区、沙窝社区、王家村社区、合庆社区、陈家疃社区、黄泥沟社区、半月湾社区、海北社区、远遥村、外窑村、里窑村、靖子村和山东村。